# Michael Dodd
Michael Dodd (Manhattan Beach, 20 de agosto de 1957) es un deportista estadounidense que compitió en voleibol, en la modalidad de playa.
Participó en los Juegos Olímpicos de Atlanta 1996, obteniendo la medalla de plata en el torneo masculino (haciendo pareja con Mike Whitmarsh).

## Palmarés internacional
| Juegos Olímpicos | Juegos Olímpicos         | Juegos Olímpicos | Juegos Olímpicos |
| Año              | Lugar                    | Medalla          | Pareja           |
| ---------------- | ------------------------ | ---------------- | ---------------- |
| 1996             | Atlanta (Estados Unidos) | Medalla de plata | Mike Whitmarsh   |